# Галисийцы
Галиси́йцы (галис. galegos, исп. gallegos) — романоязычный народ в исторической провинции Галисия, Испания. Численность — 3,2 млн чел. В Америке живёт более 1 млн. (в Аргентине, Бразилии, Венесуэле, Уругвае, Мексике, Кубе и США). Язык — галисийский. Религия — католицизм. Самоназвание — galegos. Центр провинции — Сантьяго-де-Компостела.

## Этногенези история
Предки галисийцев — галлеки, близки лузитанам, предкам португальцев. Как считается, Пиренейский полуостров был первоначально заселен кельтами и иберами. Кельты иначе назывались галлы (во Франции), поэтому название Галисия связывают с кельтами. В I в. н. э. они подверглись романизации. В Средние века в этногенезе народов Пиренейского полуострова участвовали германские племена. Присоединение Галисии к Кастилии привело к низведению галисийского языка на уровень простонародного (XV в.). До середины XIV в. у португальцев и галисийцев был один язык (галисийско-португальский), позже их судьбы разошлись.
Уже с X в. Галисия и Португалия входили в состав Кастилии и Леона как отдельные графства. Пиренейский полуостров был завоеван арабами. Португальцы освободились от арабов раньше, чем кастильцы. В 1093 году Энрике, граф Бургундский, женился на незаконной дочери Альфонса VI, короля Кастилии и Леона, Терезе, и получил в приданое Португалию. Его дядя, Раймунд Бургундский, женатый на другой дочери Альфонса VI, Урраке, получил Галисию. Португалия вскоре отделилась и стала независимым королевством, Галисия же оказалась связанной с Кастилией.
С середины XIX в. началось возрождение самобытной культуры. В 1981 году Галисии предоставлена автономия.

## Быт
Занятия галисийцев: сельское хозяйство на крохотных участках, рыболовство. Нехватка земель породила миграцию, как сезонную, так и постоянную.
В этнографическом облике Галисии много черт, характерных для всего полуострова. Небольшие селения с разбросанными домами, немало хуторов. Типичен т. н. астуро-галисийский дом. Специфическое сельское жилище — пальоса — каменная однокамерная постройка с конической соломенной крышей, круглая в плане.
В одежде галисийцы предпочитают темные тона, плотные ткани, шерсть, фланель, сукно. Женщины носят длинные юбки с корсажем, платок, перекрещенный на груди, платок на голове и чехол для косы. Украшения — янтарь, ленты. У мужчин — узкие или широкие штаны до колен, для полевых работ, жилет и куртка. В дождь носят соломенный плащ, а поверх кожаной обуви — деревянную.
Национальное блюдо — поте гальего (галис. Caldo galego), которое готовится из картофеля, брюквы, свиного сала с добавлением приправ. Важный продукт — кукуруза. Галисия — одно из немногих мест в Испании, где едят чёрный хлеб.

## Культура
В фольклоре, музыке галисийцев ощутимо кельтское влияние: песни чаще хоровые, из музыкальных инструментов используются волынки, рога, бубны.
Древнейшие литературные памятники написаны трубадурами, сегрелами и жонглёрами на галисийско-португальском языке (XII—XIII вв.) На поэзию сильное влияние оказала куртуазная традиция провансальских трубадуров. Среди других жанров важную роль играла историческая проза — хроники, генеалогии, затем — рыцарские романы, местные варианты, заимствованные у французов и бретонцев, например, «Поиски святого Грааля» или приключения рыцарей Круглого стола. В дальнейшем литература Галисии пришла в упадок и начала новую традицию в период галисийского возрождения (галис. Rexurdimento), когда в XIX веке на галисийском языке появляются поэтические сборники, словари, грамматики, филологические труды, позднее — проза и драма.